# ジョルジョ・ラ・ピーラ
ジョルジョ・ラ・ピーラ（Giorgio La Pira、1904年1月9日-1977年11月5日）はイタリアの大学教授、政治家、フィレンツェ市長。

## 生涯
ラ・ピーラはシチリア島ラグーザ県のポッツァッロで生まれ、1914年、シラクーサの伯父の家に移り同居する。1925年、敬虔なカトリック信者であった彼はドミニコ会第3会員となり、1926年、フィレンツェ大学法律学部を卒業、同大学ローマ法学教員となる。以後、フィレンツェがラ・ピーラの生活、活動の拠点となる。
1928年、カトリック信徒団体『王たるキリストの在俗布教会』を創立、彼は清貧、従順、貞潔の誓願を立てた。そのころ、家族、親族から結婚の話が持ちかけられてきたが彼は「耐えられがたいことだ」と言って断った。後に彼は「神との貞潔を破るなら死んだほうがましだ」と述べている。
1934年、友人と組み、浮浪者や家族のない貧民に奉仕し、共にミサに与り福音宣教に生きる集会を結成し、拠点場所である教会にちなみ『聖ブローコロの共同体』と呼ばれた。この共同体は一般の慈善団体とは一線を画し、キリスト教の精神に則って活動した。1939年、カトリック系雑誌『ヴィータ・クリスティアーナ（キリスト教生活）』の付属本として『プリンチーピ』を発行し、台頭してきたファシズムを痛烈に批判した。やがてファシズムの怒りを買い1940年に『プリンチーピ』は廃刊させられ、1943年、調査を受けラ・ピーラはローマに逃亡したが彼は社会的に疎外された市民を見捨てることなく彼らを助け続けた。ファシズム政権は崩壊しラ・ピーラはフィレンツェに戻り、1945年、『政治の要点』を出版した。その内容によると、ルソー、ヘーゲル、マルクスの世界観を分析し、信仰を持って批判している。1946年、憲法制定議会委員に選出、1948年、アルチーデ・デ・ガスペリ内閣に入閣し労働省次官に就任、政治家としての活動を始める。しかし、雇用問題に対し異議を唱え労働省次官を辞職した。1951年、フィレンツェ市長に当選し市制を取り仕切った。特に戦争被災者や最も貧困に苦しむ人々を助ける政策を打ち出し、実行した。私生活では自分が援助する観想修道院に祈りを依頼する文通をはじめた。
1953年、ピニオーネ事件が発生し、ラ・ピーラはエンリコ・マッケイの助けを得て不当に解雇された労働者を失業から救った。しかし、教会側は彼の活動に対して冷たい視線を向けたが彼は厭わなかった。
ラ・ピーラは平和に向けての活動に取り組み、1954年、ジュネーヴの赤十字国際会議で核兵器廃絶を訴え、1955年から1956年にかけて世界各国の首長を招聘し都市を破壊から守るように訴え、エジプトのナセル大統領をはじめアラブ諸国の首長との会見を開いた。1957年、モロッコ、1959年、モスクワに訪問し平和に取り組むよう呼びかけ、1964年に勃発したベトナム戦争の終結をホー・チ・ミンに訴えた。その努力は実りベトナム戦争が終結したのは1975年であった。その後、東ヨーロッパ、中東、南アメリカ諸国をまわり平和への呼びかけと対話を欠かさなかった。また、若者らとの交流も積極的にした。1977年11月5日、死去。1986年、フィレンツェ大司教シルヴァーノ・ピオヴァレッリによって列福調査が開始された。